# جامعة البتراء
جامعة البترا جامعة أردنية تقع في عمّان، تمنح درجات علمية للبكالوريوس والماجستير. وتضم الجامعة أكثر من 33 جنسية من الدول العربية والأجنبية.
تقع الجامعة في موقع متميز على طريق المطار كما تتميز بالحرم الجامعي الأخضر، والمرافق الجامعية الحديثة من مشاغل ومختبرات ومراسم واستديوهات لتوفر للطلبة تعليم تطبيقي عالي المستوى ولتهيئتهم لسوق العمل المحلي والعالمي، كما توفر الجامعة سكن للطالبات مجهز على أعلى مستوى ليغطي كافة الخدمات التي تحتاجها طالبات السكن.

## نبذة عنها
تم افتتاح جامعة البترا عام 1991 وتخرج أول دفعة منها عام 1994 وكان وقتها يطلق عليها جامعة البنات الأردنية لأنها اعتمدت في سياستها أن تكون جامعة مخصصة للفتيات ولكن في عام 1999 تم تغير الاسم إلى جامعة البترا الأردنية وذلك بسبب تغير سياستها بالسماح للطلبة الشباب بالانضمام إليها.

## جامعة خضراء
حولت جامعة البترا عام 2015 إلى نظام الطاقة الشمسية لتقوم بتوليد الطاقة الكهربائية كاملة من نظام الطاقة الشمسية بمقدار 1.5 ميجا واط.
كان استهلاك الجامعة للطاقة في الحرم الجامعي للعام 2012 بمقدار 3.066.631 كيلو واط/ ساعة، وانخفض الاستهلاك في عام 2013 إلى 2.886.705 كيلو واط/ ساعة، وفي عام 2014 انخفض استهلاك الطاقة إلى 2.306.845 نتيجة لتغيير الصمام.
وتمتلك الجامعة بئراً ارتوازي خاصاً بها، وتتم معالجة المياه لتصبح صالحة لاستخدامها للغايات المرجوة (خاصة لأغراض الشرب)، ويزود البئر الجامعة بكافة احتياجاتها المائية.
كما يوجد لدى الجامعة محطة لمعالجة مياه الصرف الصحي، وتتم معالجة المياه كلياً في المحطة لتوفير الماء اللازم للري.
والحرم الجامعي مجهز لعبور المشاة لتشجيع الموظفين والطلاب على المشي. ولا يسمح للباصات والسيارات بالتجول في الجامعة إلا في الطريق الدائري بهدف الدخول والخروج إلى الحرم الجامعي.
كما ويوجد في الجامعة موقف لاصطفاف السيارات بالقرب من بوابة الدخول وهو متعدد الطوابق لاستيعاب سيارات الطلاب والموظفين بسعة 1000 سيارة. إضافة إلى ذلك يوجد مواقف لسيارات بجوار الكليات لغايات الخروج السريع.
برنامج الحفاظ على الطاقة
وتلتزم جامعة البترا بأن تكون إيجابية وذات قوة أبداعية في حماية وتحسين البيئة المحلية والعالمية، ومن سياسة الجامعة تقليل استهلاك الطاقة أينما أمكن ذلك، من خلال أنشطة وجهود أعضاء هيئة التدريس والموظفين والطلاب في إغلاق الأبواب، إطفاء المصابيح، وبشكل عام تبذل الجامعة جهود إيجابية لحفظ الطاقة وذلك من خلال تركيب مصابيح وأجهزة لتوفير الطاقة. كما أن جامعة البترا هي جامعة رائدة محلياً في مجال استغلال الطاقة الشمسية لاستخدام الطاقة الناتجة من الشمس.
برنامج الحفاظ على المياه
تلتزم جامعة البترا في تخفيض استهلاك المياه، وكجامعة نشجع على إعادة استهلاك المياه ومياه الصرف الصحي، حيث أن إعادة استخدام مياه الصرف الصحي يساهم بشكل كبير في عملية الري داخل الجامعة.
برنامج إعادة التدوير
تلتزم جامعة البترا بحماية البيئة، وذلك من خلال تنفيذ برنامج فعال لإدارة النفايات. وتشتمل جهود إدارة النفايات على التدوير الذي يعد نشاطاً مهماً يساعد في الحفاظ على الموارد ومساحات الأراضي كما يخفض من تكاليف التخلص من النفايات. كما أننا في جامعة البترا نقوم باستخدام كلا الوجهين من الورق، وذلك بدلا من شراء منتجات التعبئة والتغليف التي سرعان ما تتحول إلى نفايات، وتقليل الاستهلاك من خلال تجنب طباعة رسائل البريد الإلكتروني أو صفحات الويب.
سياسة النقل
تتبع جامعة البترا استراتيجيات لتقليل من تكاليف النقل وذلك بالحد من القيادة، وتقوم الجامعة بتشغيل حافلات مجانية داخل الحرم الجامعي، كما توفر الجامعة مجموعة متنوعة من وسائل النقل ومواقف سيارات مجانية للطلاب وأعضاء الهيئة التدريسية. (يتسع مبنى مواقف السيارات ل 1000 مركبة).

## الاعتمادات
- أول جامعة أردنية تحصل على شهادة ضمان الجودة من هيئة اعتماد مؤسسات التعليم العالي الأردنية.
- حاصلة على الاعتماد الأمريكي في تخصصي نظم المعلومات الحاسوبية، وعلم الحاسوب (ABET).
- حاصلة على شهادة الآيزو 2015:9001 (TÜV Austria).
- حاصلة على الاعتماد البريطاني لتخصص اللغة الإنجليزية وآدابها وعلى المستوى الجامعة (ASIC).
- حاصلة على الاعتماد الأمريكي في تخصص الصيدلة (ACPE).
- حاصلة على جائزة الحسن للتميز العلمي.
- حاصلة على الاعتماد الألماني الأوروبي في تخصص الكيمياء (ASIIN).

## العضوية
جامعة معتمدة اعتماداً عاماً وخاصا من وزارة التعليم العالي والبحث العلمي،
وهي عضو في كل من:
- اتحاد الجامعات العربية
- الاتحاد الدولي للجامعات
- اتحاد جامعات العالم الإسلامي
- رابطة الجامعات الإسلامية
- رابطة المؤسسات العربية الخاصة للتعليم العالي

## كليات وتخصصات الجامعة
تشمل 9 كليات

## البكالوريوس
كلية الآداب والعلوم: وتضم تخصصات اللغة العربية وآدابها، واللغة الإنجليزية وآدابها، واللغة الإنجليزية والترجمة، واللغة الإنجليزية التطبيقية، والطفولة المبكرة، ومعلم صف، والكيمياء، الرياضيات.
وكلية الإعلام تضم: الصحافة والإعلام الرقمي، والإعلام الترويجي الرقمي، والإذاعة والتلفزيون.
كلية الصيدلة والعلوم الطبية: وتضم تخصصي الصيدلة، والتغذية السريرية والحميات، والتحاليل الطبية.
كلية تكنولوجيا المعلومات: وتضم تخصصات هندسة البرمجيات، وعلم الحاسوب، وعلم البيايات والذكاء الإصطناعي، وأمن معلومات.
كلية العمارة والفنون: وتضم تخصصات هندسة العمارة، والتصميم الجرافيكي، والتصميم الداخلي، التحريك والوسائط المتعددة، وتكتولوجيا تصميم الفيلم الرقمي.
كلية العلوم الإدارية والمالية: وتضم تخصصات إدارة الأعمال، والعلوم المالية والمصرفية، والتسويق، والتسويق الرقمي، والمحاسبة، الأعمال والتجارة الإلكترونية، وذكاء الأعمال وتحليل البيانات، والتكنولوجيا المالية، وإدارة سلاسل التوريد والعلوم اللوجستية.
كلية الحقوق: القانون العام، القانون الخاص.
كلية الهندسة: الهندسة المدنية.
كلية طب الأسنان: دكتور في طب وجراحة الأسنان

## الماجستير
كما تقدم جامعة البترا برامج لدراسة الماجستير في التخصصات التالية:
تخصص العلوم الصيدلانية.
تخصص الغذاء والتغذية.
تخصص اللغة الإنجليزية والترجمة.
تخصص اللغة العربية وآدابها.
تخصص الكيماء.
تخصص الرياضيات.
تخصص المناهج والتعليم الإلكتروني.
تخصص الصحافة والإعلام الرقمي.
تخصص إدارة الأعمال.
تخصص التسويق الرقمي.
تخصص التصميم الداخلي.
تخصص المدن المستدامة الذكية.
تخصص الحقوق.
تخصص إدارة المشاريع الهندسية.